# Paul Holthoff

Paul Holthoff

Paul Holthoff (* 26. Januar 1897 in Filehne, Westpreußen; † 6. Dezember 1967 in Wunstorf) war ein deutscher Politiker (NSDAP).

## Leben und Wirken
Nach dem Besuch eines Gymnasiums nahm Paul Holthoff mit einer MG-Einheit am Ersten Weltkrieg teil. Danach gehörte er wohl den Freikorps Weichkhmann und Libow an.
Über seine berufliche Entwicklung in den Jahren 1919 bis 1932 ist nur wenig bekannt, eine pädagogische Ausbildung, was angesichts seiner späteren Tätigkeit nahe gelegen hätte, besaß er nach den Feststellungen Jan Erik Schultes jedenfalls nicht.
Im April 1931 trat Holthoff in die SA und zum 1. Juni 1931 in die NSDAP ein (Mitgliedsnummer 555.629). In der Zeit vor 1933 führte Holthoff die SA-Brigade 60 in Uelzen bei Hannover und die SA-Brigade 61 in Hannover. Am 1. September 1937 übernahm er die Leitung der Nationalpolitischen Erziehungsanstalt (NAPOLA) in Bensberg, die er auch nach der Verlegung der Anstalt von Bensberg nach Hardehausen in Ostwestfalen am 2. November 1944 und darüber hinaus bis zu ihrer faktischen Auflösung Ende März 1945 beibehielt. In diesem Zusammenhang war er mitverantwortlich für den Einsatz von KZ-Häftlingen als Zwangsarbeiter für Baumaßnahmen und ähnliche Arbeiten auf dem Gelände seiner NAPOLA. Anfang August 1945 wurde er durch die Besatzungsmacht interniert. Am 9. November 1942 wurde er zum SA-Gruppenführer befördert.
Nach der Machtergreifung war er 1933 bis zur Auflösung des Parlamentes Mitglied im Provinziallandtag der Provinz Hannover. Von November 1933 bis zum Ende der NS-Herrschaft im Frühjahr 1945 saß Holthoff als Abgeordneter im nationalsozialistischen Reichstag, in dem er nacheinander die Wahlkreise 15 (Osthannover, 1933–1936), 6 (Pommern, 1936–1938) und 20 (Köln-Aachen, 1938–1945) vertrat.